# Långtäktsberget

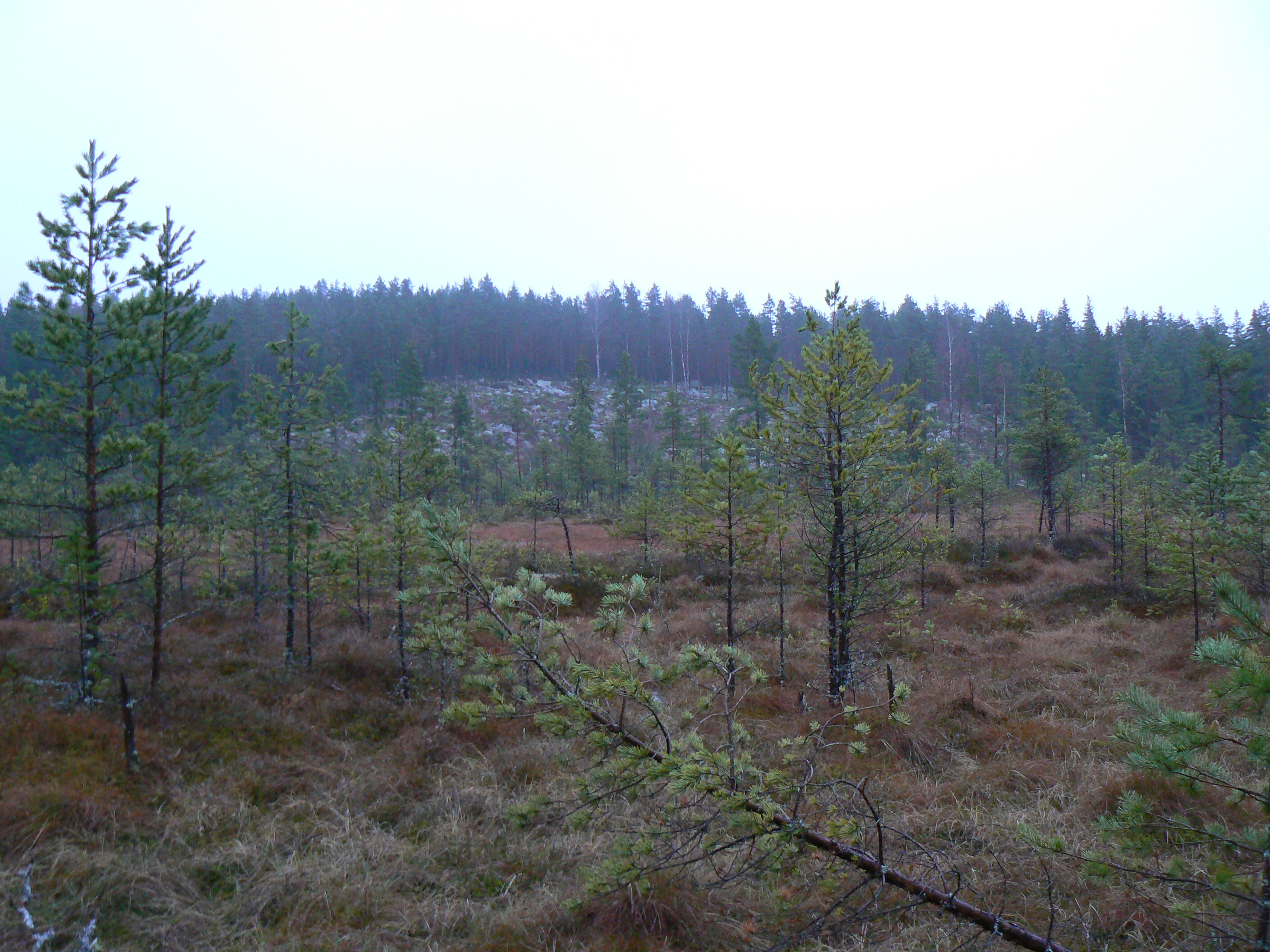
Långtäktsberget från väster

Långtäktsberget är ett litet berg i skogen öster om Falustadsdelen Hosjö. Toppen reser sig ca 170 m ö.h., men endast 15-30 meter (beroende på sida) över den omgivande marken. Namnet syftar på Långtäkt, som är en gård någon kilometer längre norrut. Det i huvudsak av barrträdsdominerad skog beklädda berget har steniga slänter, på något ställe kalhuggna (2005). I den omgivande terrängen finns motionsstigar och skidspår, som utgår från Hosjö. I en sten på bergets topp finns två runor grunt inristade, men det rör sig inte om någon inskrift från vikingatid, utan från 1990-tal. "Runskriften" lyder "AN".